# 록 밴드
록 밴드(영어: rock band)는 대중음악의 여러 분류 중 록 음악을 추구하는 이들이 모여 결성한 음악 집단을 의미하며 비틀즈 등을 록 밴드라고 할 수 있다. 오케스트라 등에 비해 적은 인원으로 구성될 수 있어 전 세계적으로 많은 사람들이 밴드를 만들고 있다.

## 구성
보통 록 밴드의 기본 구성원은 다음과 같으나, 기타리스트나 보컬이 두 명이거나 보컬이 기타나 드럼을 연주하면서 부르기도 한다.  또한 딕펑스, 밤섬해적단 같이 기타리스트가 없는 밴드도 존재한다.
- 보컬
- 기타리스트
- 드러머
- 베이시스트

그리고 밴드의 성향에 따라 다음 인원들이 추가될 수 있다.
- 키보디스트
- 바이올리니스트
- 디스크 자키

이외에도 여러 악기들이 밴드의 기호에 따라 추가될 수 있다.